# The Village
The Village — русскоязычное интернет-СМИ, основанное в 2010 году. Входит в медиахолдинг Redefine.

## История
Издание The Village было запущено компанией Look At Media, ведущей сайт Look At Me, в апреле 2010 года. Редакция располагалась в одной из комнат двухэтажной квартиры на Новом Арбате, главным редактором стал Сергей Пойдо, ранее проводивший вечеринки Idle Conversation и запускавший российскую версию журнала Dazed & Confused.
Издание позиционировалось как городская газета, писавшая о Москве, «какой она должна быть». Игорь Садреев, бывший главным редактором в 2011—2014 годах, пишет, что в издании «первое время мы били себя по рукам за то, что у нас все новости в будущем времени». Зимой 2011—2012 годов издание освещало «болотные» протесты, в 2013 году добилось интервью с мэром Москвы Сергеем Собяниным.
Издание постепенно росло: в 2011 году в издании работали 5 человек, в 2012 году — 10, а в 2014 году — 20; в 2011 году ежедневная аудитория составляла 10-15 тыс. человек, в 2014 году — 200 тыс. Зимой 2013—2014 годов The Village стал крупнее основного сайта Look At Me, а в 2014 году превысил его по прибыли. По данным Mediascope, в июле-декабре 2014 года ежемесячная аудитория The Village без учёта мобильных устройств держалась близко к 2 млн уникальных посетителей.
В 2014 году, после аннексии Крыма, у Look At Media появились проблемы с рекламодателями, но The Village они коснулись меньше. В 2014 году у The Village, Look At Me и Hopes&Fears была создана единая редакция под руководством Милослава Чемоданова.
В 2015 году холдинг Look At Media едва не обанкротился, из-за чего позднее была введена политика жёсткой экономии. Впоследствии из The Village ушли некоторые сотрудники, включая бывшего в 2015—2016 главным редактором Юрия Болотова и некоторых сотрудников, не сработавшихся с новым главным редактором Татьяной Симаковой.
В 2016 году The Village для продвижения издания стал продавать франшизы региональным городским СМИ за 25 или 50 тысяч рублей в месяц. По состоянию на ноябрь 2017 года под брендом The Village выходили филиалы в Иркутске, Нижнем Новгороде, Владивостоке и в городах на побережье Чёрного моря.
Также были созданы иностранные версии, украинская, белорусская и казахская, которые тоже работают по франшизе, но уже платят основному изданию, помимо ежемесячного платежа — 10 % с оборота.
После вторжения России на Украину и введения военной цензуры издание (вместе с еще десятками ведущих СМИ) было заблокировано на территории Российской Федерации по обвинению в распространении «недостоверной информации» о вторжении России на Украину. 4 марта 2023 года офис The Village в России закрылся, журналисты издания заявили о намерении работать из Варшавы. 28 марта 2023 года издание покинул главный редактор Кирилл Руков, занимавший должность с 2022 года.
С апреля 2023 года публикации в The Village и его официальных аккаунтах прекратились.

## Главные редакторы
Главными редакторами были:
- 2010—2011: Сергей Пойдо
- 2011—2014: Игорь Садреев
- 2014—2015: Милослав Чемоданов
- 2015—2016: Юрий Болотов
- 2016—2022: Татьяна Симакова[вд]
- 2022—2023: Кирилл Руков[вд]

## Награды
- В 2012 году мобильное приложение «The Village.Парковки» получило Каннского льва[1].
- В июне 2018 года статья «Света Уголек — модель с ожогами 45 % тела», написанная Кириллом Руковым в The Village, получила ежемесячную премию «Редколлегия»[5].